# 第16集团军 (德国国防军)
第16軍團（德語：16. Armee）是二战时期德国国防军的一支軍團級單位。
第16軍團参加了法国战役。然后在德国入侵苏联的巴巴罗萨行动期间与北方集团军一起部署。打进了俄罗斯北部，1942年1月，軍團一部分在德米扬斯克附近被苏联军队包围。希特勒禁止撤军，要求集团军由空中补给，直到1942年4月打开一条陆路走廊。随后参与了列宁格勒围城战。1944年1月，苏联人解除了列宁格勒的围困。
1944年2月19日，苏联第2波罗的海方面军在霍爾姆附近对德国第16軍團发起了新一轮进攻。苏军第22軍團在最初的突击中取得了不错的进展。这些攻击大大削弱了第16軍團。当苏联在1944年发起夏秋攻势时，此團与第18軍團在库尔兰半岛被和本土切断了联系。作为库尔兰集团军的一部分一直被困在库尔兰口袋中直到战争结束。1945年5月，集团军的残余部分（现在已缩减为军）向红军投降并被俘虏。幸存者最终于1955年阿登纳总统访问苏联后被遣返回国。

## 隶属
| 自         | 到        | 集团军群       | 位置             |
| ---------- | --------- | -------------- | ---------------- |
| 1939年12月 | 1941年4月 | A集团军群      |                  |
| 1941年5月  | 1941年5月 | A集团军群      | 东普鲁士         |
| 1941年6月  | 1945年1月 | 北方集团军群   | 列宁格勒至纳尔瓦 |
| 1945年1月  | 1945年5月 | 库尔兰集团军群 | 库尔兰           |